# Microtropis obscurinervia
Microtropis obscurinervia là một loài thực vật có hoa trong họ Dây gối. Loài này được Merr. & F.L. Freeman mô tả khoa học đầu tiên năm 1940.